# Rivula calamina
Rivula calamina är en fjärilsart som beskrevs av George Francis Hampson 1926. Rivula calamina ingår i släktet Rivula och familjen nattflyn. Inga underarter finns listade.